# Bellator (ryba)
Bellator – rodzaj morskich ryb skorpenokształtnych z rodziny kurkowatych (Triglidae).

## Klasyfikacja
Gatunki zaliczane do tego rodzaju:
- Bellator brachychir (Regan, 1914)
- Bellator egretta (Goode & Bean, 1896)
- Bellator farrago Richards & McCosker, 1998
- Bellator gymnostethus (Gilbert, 1892)
- Bellator loxias (Jordan, 1897)
- Bellator militaris (Goode & Bean, 1896)
- Bellator ribeiroi Miller, 1965
- Bellator xenisma (Jordan & Bollman, 1890)

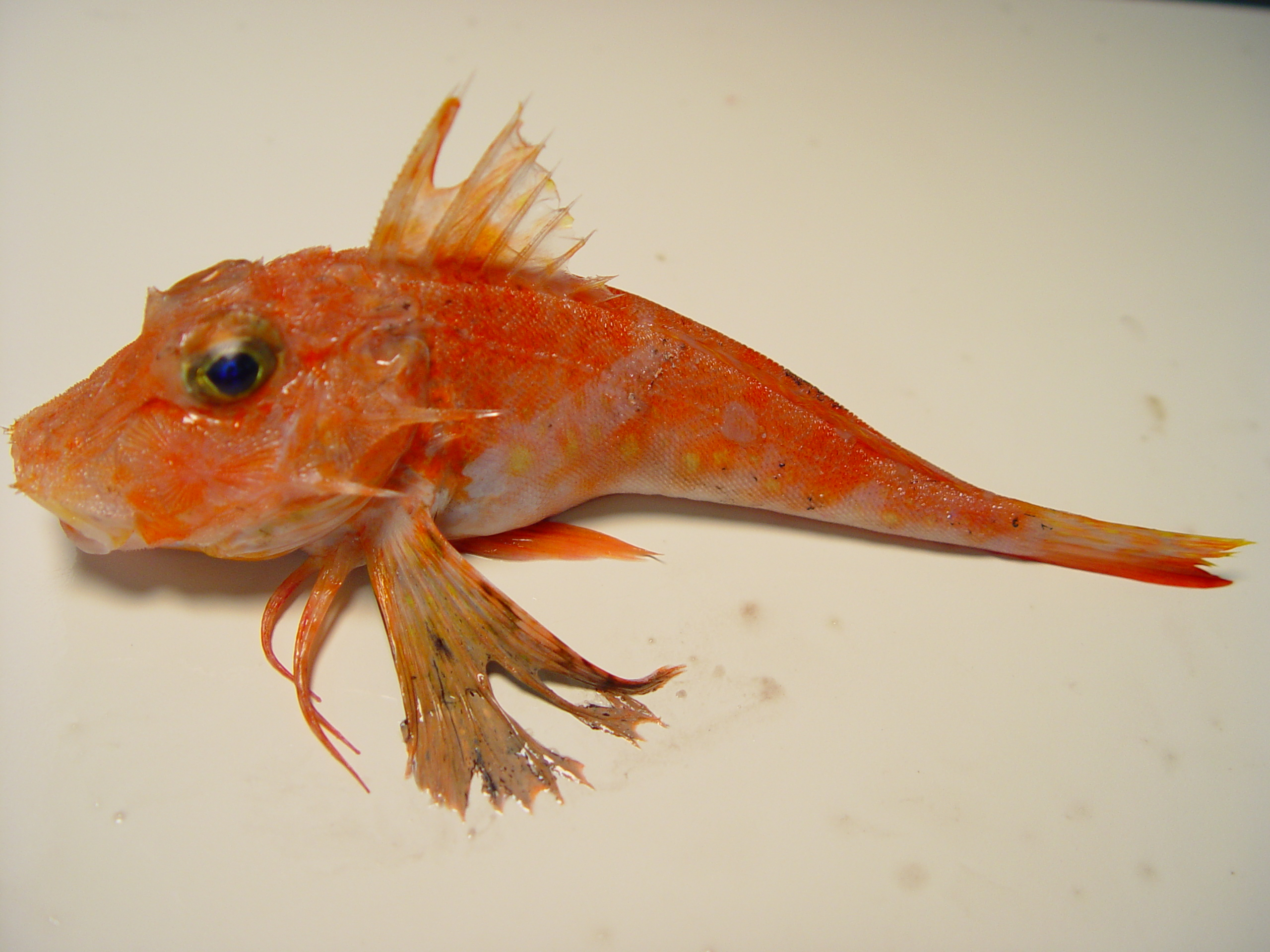
Bellator egretta
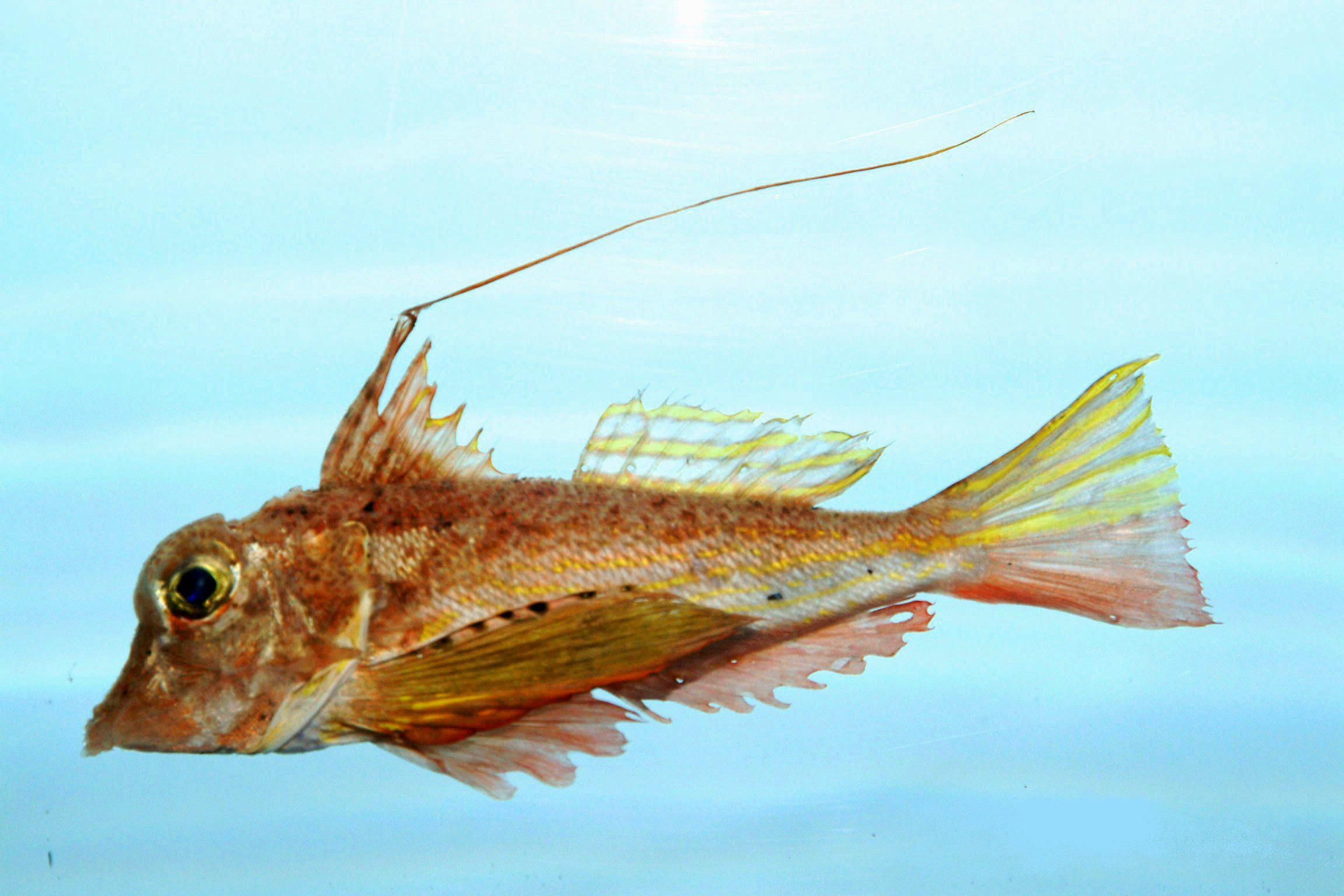
Bellator militaris